# Bernat Marcús
 Bernat Marcús  fue un burgués barcelonés del siglo XII que construyó la Capilla de Marcús y un cementerio para pobres en unos terrenos cedidos por él 1166. Desde allí montó un servicio de correos por Europa para la gente de fuera de las cortes reales (básicamente la incipiente burguesía comercial), estandarizado precios y rutas, siendo la primera red de estas características.
Marcús financió el hospital de Marcús, ubicado en la actual plaza de Marcús, junto a la capilla del mismo nombre y que desde su creación en siglo XII hasta su fusión dentro del Hospital de la Santa Cruz de Barcelona el 1401, se mantuvo con donativos caritativos de los barceloneses.
Sus orígenes familiares son inciertos, puede estar emparentado con unos comerciantes del siglo X mencionados en las capturas árabes o bien con una familia burguesa griega.